# Joe Lovano Us Five

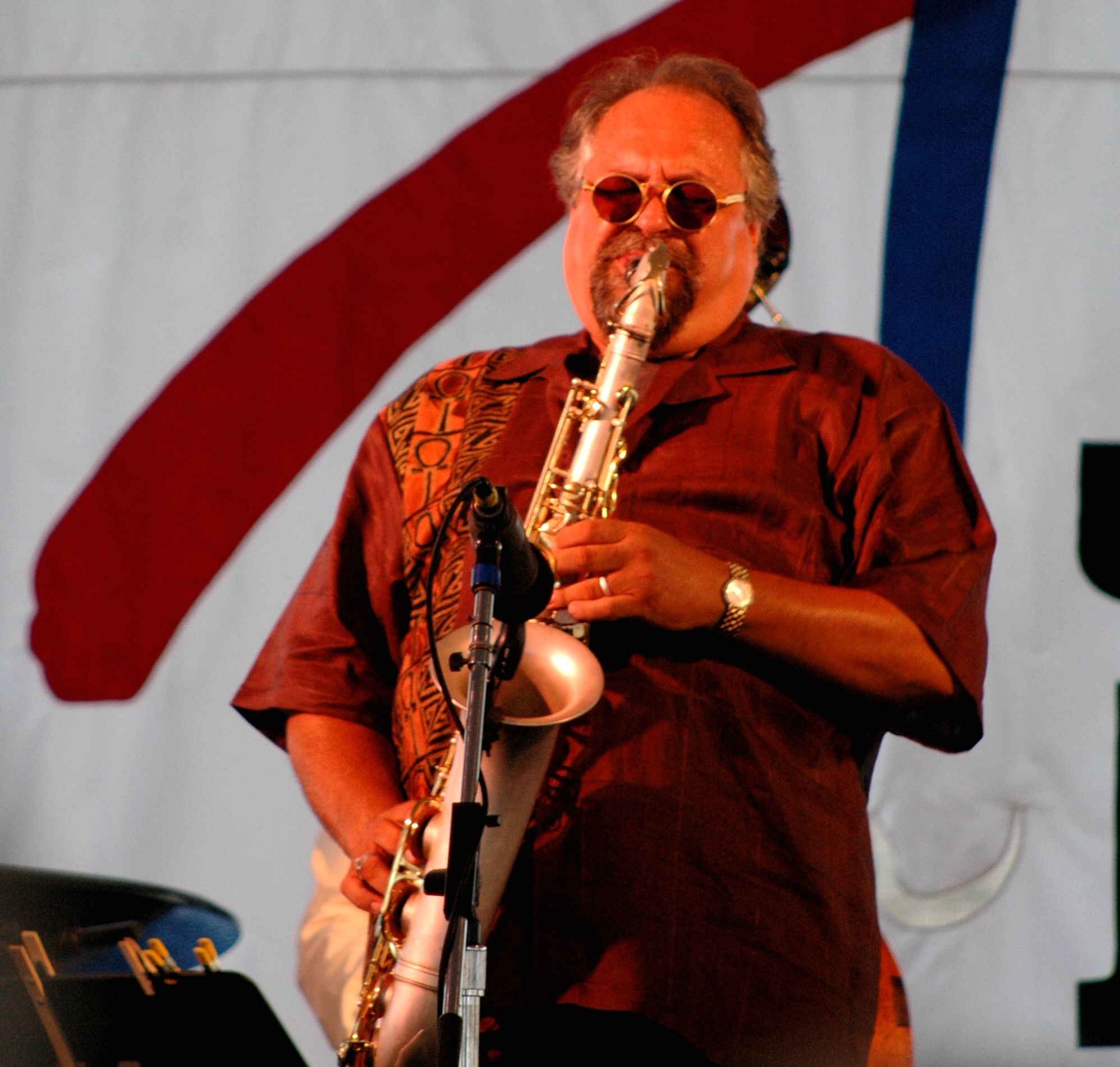
Joe Lovano (2005) leitet Joe Lovano Us Five

Joe Lovano Us Five, auch Us Five, ist ein Jazz-Quintett bestehend aus Joe Lovano (Saxophon), Esperanza Spalding (Bass), James Weidman (Piano) sowie Francisco Mela und Otis Brown III (beide Schlagzeug und Perkussion). Das 2009 herausgegebene Debütalbum Folk Art und das 2010 eingespielte Nachfolgewerk Bird Songs waren 2010 und 2011 das Album des Jahres bei den JJA-Awards. Bird Songs war 2012 auch als Best Jazz Instrumental Album für den Grammy nominiert. Auf dem 2013 erschienenen dritten Longplayer Cross Culture spielte bei einzelnen Stücken Peter Slavov den Bass; teilweise erweiterte Gitarrist Lionel Loueke die Formation.
Die Gruppe erhielt 2010 und 2011 den JJA-Award in der Kategorie „Small Ensemble of the Year“. Zudem gewann sie 2010 und 2011 den Kritiker-Poll der Zeitschrift Down Beat in der Kategorie Jazz-Gruppe.